# Dom Cavati (kommun)
Dom Cavati är en kommun i Brasilien.   Den ligger i delstaten Minas Gerais, i den sydöstra delen av landet, 700 km sydost om huvudstaden Brasília. Antalet invånare är 5 210.
Följande samhällen finns i Dom Cavati:
- Dom Cavati

Omgivningarna runt Dom Cavati är huvudsakligen savann. Runt Dom Cavati är det ganska tätbefolkat, med 56 invånare per kvadratkilometer.